# 海流图镇
海流图镇，是中华人民共和国内蒙古自治区巴彦淖尔市乌拉特中旗下辖的一个乡镇级行政单位。

## 行政区划
海流图镇下辖以下地区：
乌兰大街社区、花园东路社区、巴音路社区、哈萨尔社区、西郊社区、教育路社区、巴仁宝勒格村和巴彦塔拉村。